# Галлидей, Василий Матвеевич
Василий (Вильям) Матвеевич Галлидей (также Голодай, Холидей) (англ. William Haliday; 1759—1825) — российский врач, статский советник, доктор медицины.

## Биография
Василий Галлидей родился 3 (14) октября 1759 года в городе Санкт-Петербурге в семье доктора Томаса (Метьюза) Галлидея (Холидея).
В течение шести лет он изучал медицину в Эдинбурге, Лондоне и Тюбингене; в последнем получил докторский диплом по защите в 1785 году диссертации: под заглавием «De investigandae crystalli fodinarum occonomiae quibusdam periculis». 
После сдачи экзамена в медицинской коллегии Василий Матвеевич Галлидей получил право практики в России 18 сентября 1785 года, а 14 октября того же года назначен доктором в город Рыльск в Курское наместничество. 
Довольно скоро В. М. Галлидей получил известность искусными операциями при каменной болезни и по просьбе генерал-губернатора был назначен коллегией на место умершего оператора и штаб-лекаря Горбатовского. 
19 апреля 1792 года Василий Матвеевич Галлидей был уволен в отставку по собственному прошению «за старостью», но в 1796 году заключил с князем П. П. Долгоруковым контракт на три года в том, что будет служить губернским доктором при Московском губернском правлении и, кроме того, доктором в Бронницах; жалованье будет получать из обоих мест, а жить будет в Москве. В это время пришло назначение Галлидея оператором во Владимирскую врачебную управу, но он не принял его, а требовал исполнения заключенного с ним контракта или увольнения от службы, и 28 апреля 1797 года уволен. 
Василий Матвеевич Галлидей скончался 17 (29) декабря 1825 года и был похоронен на Смоленском евангелическом кладбище в Санкт-Петербурге.